# Конвейер

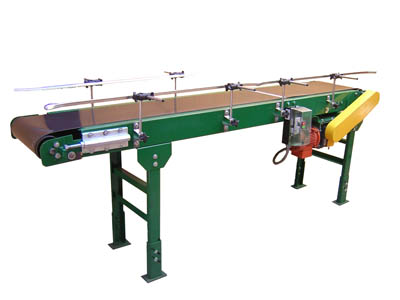
Ленточный конвейер

Конве́йер (от англ. convey «передавать») — машина непрерывного транспорта, предназначенная для перемещения сыпучих, кусковых или штучных грузов. Часто также называется транспортёром.

## Характеристика
Важной характеристикой работы конвейера является её непрерывность. Это верно и когда конвейером называют средство для транспортировки грузов на небольшие расстояния, и когда конвейер — система поточного производства на базе двигающегося объекта для сборки. Эта система превратила процесс сборки сложных изделий, ранее требовавший высокой квалификации от сборщика, в рутинный, монотонный, низкоквалифицированный труд, значительно повысив его производительность. Расстановка рабочих или автоматов на линии конвейерной сборки осуществляется с учётом технологии и последовательности сборки или обработки деталей, чтобы добиться эффективного разделения труда.

## История
Конвейер как механизм не является новейшим изобретением, в прошлом конвейеры использовались людьми.
- Древний Египет и Древняя Месопотамия: многоковшовые и винтовые непрерывные водоподъемные устройства — нории[1].
- Древний Китай и Индия: цепные насосы для непрерывной подачи воды в оросительные системы.
- XVI—XVII века: первые попытки применения скребковых и винтовых конвейеров (напр., в мукомольном производстве).
- Конец XVIII века: систематическое использование конвейера для перемещения лёгких сыпучих материалов на небольшие расстояния.
- 1830-е годы: применение для тех же целей конвейеров с лентами из прочной ткани.
- 2-я половина XIX века: промышленное использование конвейеров для доставки тяжёлых массовых и штучных грузов.
- 1868 год, Великобритания: конвейер с тканевыми прорезиненными лентами.
- 1870 год, Россия: пластинчатый (стационарный или передвижной) конвейер.
- 1878, Одесский порт: первый в Российской империи зерновой конвейер конструкции Гарриса
- 1882 год, США: первое использование в поточно-массовом производстве.
- 1887 год, США: винтовой конвейер со спиральными винтами для крупнокусковых материалов.
- 1890 год, США: напольный литейный конвейер.
- 1894 год, Великобритания: подвесной конвейер.
- 1896 год, США: ковшовый конвейер с шарнирно закрепленными ковшами для доставки грузов по сложным трассам.
- 1905 год, Швеция: ленточный конвейер со стальными лентами.
- 1906 год, Великобритания, Германия: инерционный конвейер.
- 1908 год, США: Генри Форд создал успешное поточное производство на основе конвейера, что было знаковым событием для промышленной революции.
- 1912—14 годы, США: специальные сборочные конвейеры.

## Классификация

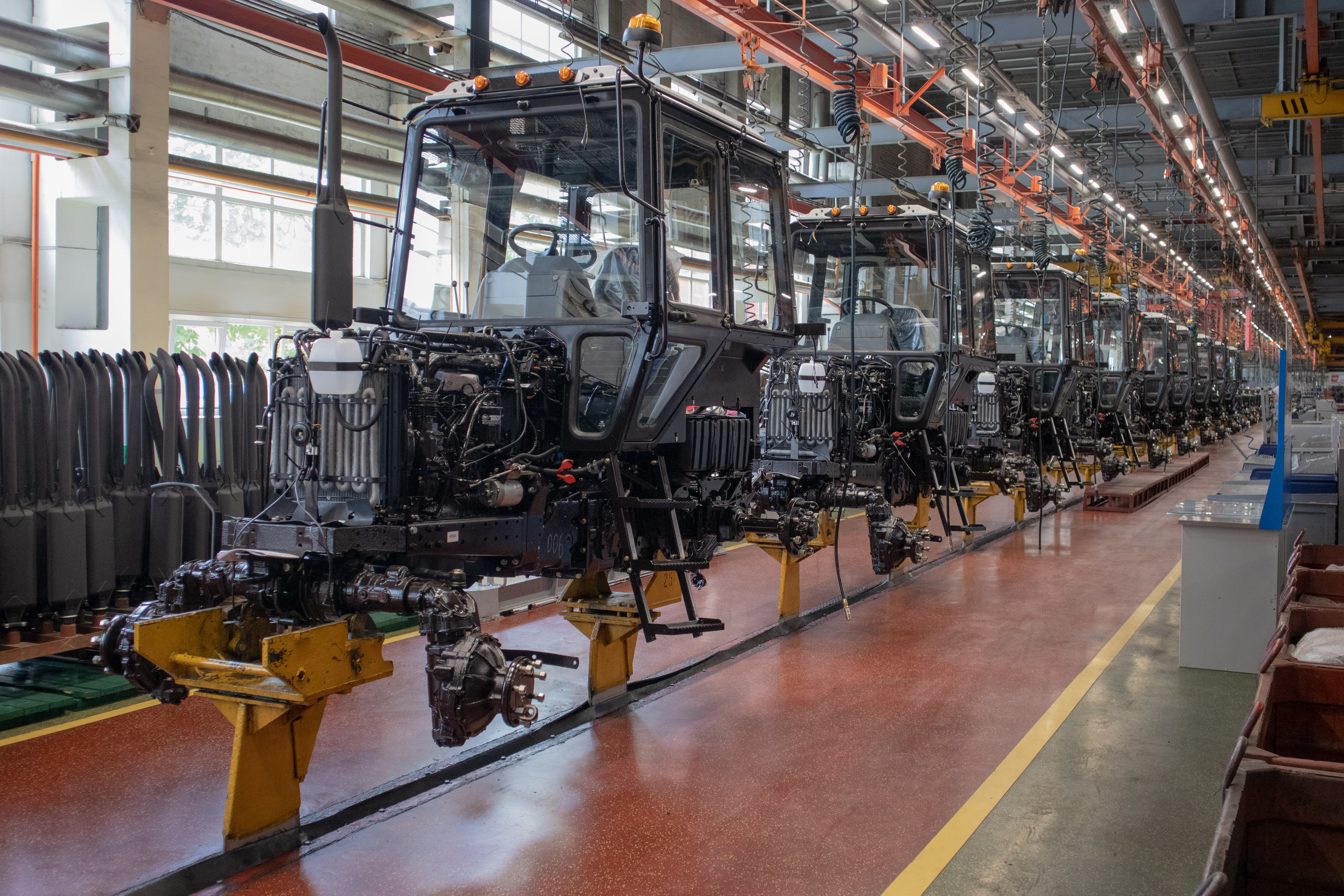
Конвейер по сборке тракторов мощностью 50-100 л. с. на Минском тракторном заводе.

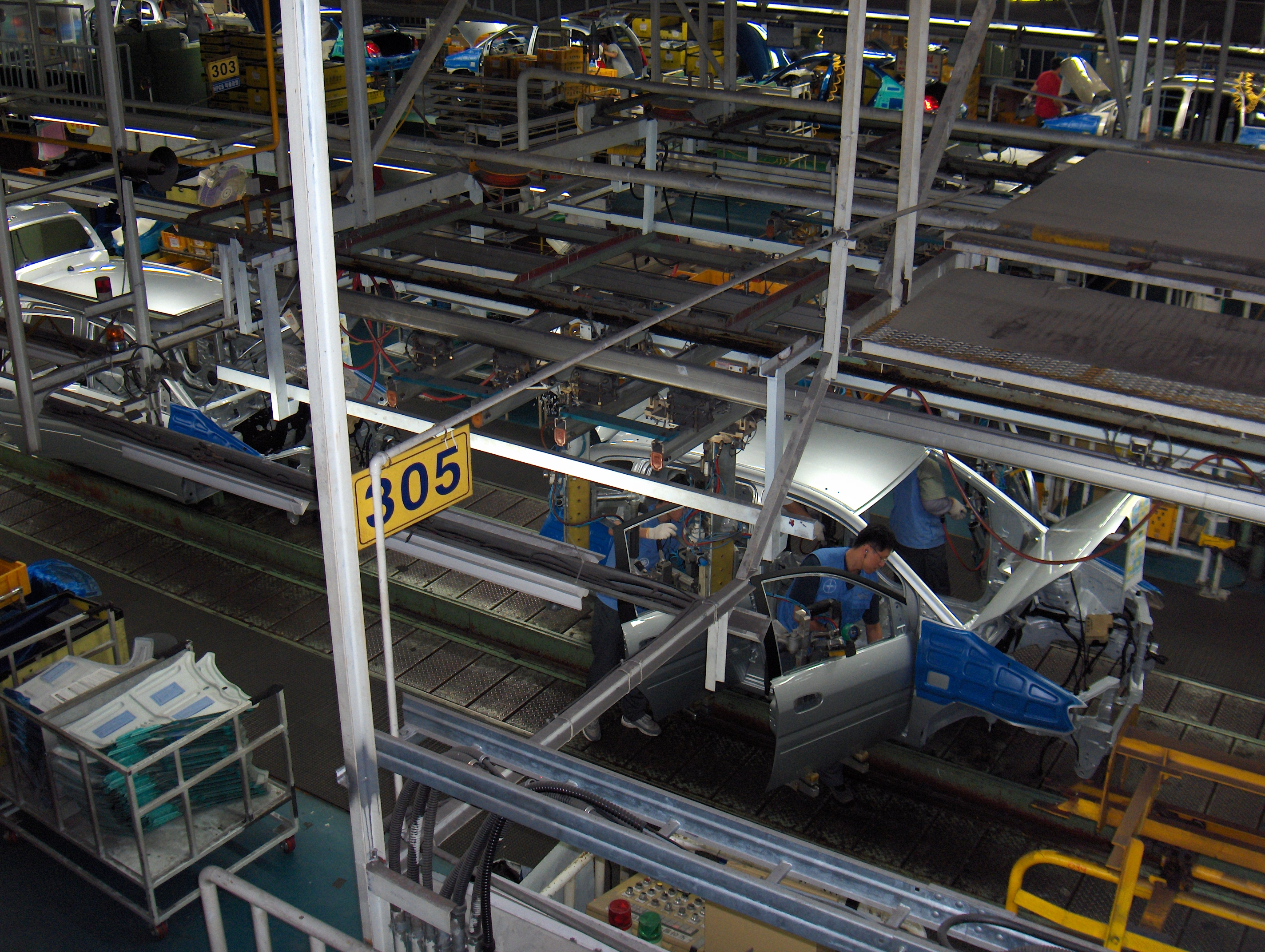
Машиносборочная линия на заводе Hyundai.

В зависимости от направления перемещения объектов конвейеры делят на:
- горизонтальные,
- вертикальные,
- наклонные.

В зависимости от типа груза:
- насыпные,
- штучные.

В зависимости от выполняемых функций:
- транспортировочные,
- сборочные,
- сортировочные.

В зависимости от размещения самого конвейера или деталей:
- напольные,
- подвесные.

В зависимости от тягового органа:
- ленточные,
- цепные,
- канатные,
- без тягового органа:
  - гравитационные,
  - инерционные,
  - винтовые.

В зависимости от грузонесущей конструкции (с тяговым органом):
- ленточный,
  - гладкий,
  - профилированный,
  - карманный,
- пластинчатый,
- люлечный,
- скребковый,
- ковшовый.

В зависимости от расположения рабочего места работника:
- рабочий (рабочее место работника находится на конвейере — движется вместе с конвейером),
- распределительный (фиксированное место работы работника).

## Типы
Наиболее распространены следующие виды конвейеров:
- Винтовой (шнековый) конвейер

состоит из жёлоба и расположенного в нём архимедова винта; применяется для сыпучих веществ.
- Канатный конвейер
- Качающийся конвейер

применяется для мелких объектов, катящихся или скользящих по наклонной качающейся поверхности.
- Ковшовый конвейер

грузонесущим органом конвейера являются ковши, ось подвеса которых проходит по средней точке, что позволяет им качаться; для транспортировки сыпучих материалов (угля, щебня, шлака, клинкера) ковши устанавливаются с перекрытием без зазоров, в отличие от механизмов для перегрузки самотёком, по типу нории.
- Ленточный конвейер

состоит из кольцевой ленты, натяжного и приводного барабанов и опорных роликов; применяется обычно для транспортировки сыпучих веществ, возможны модификации (трубчатый, z-образный, поворотный на 90 и 180 градусов), связанные с деформацией ленты.
- Конвейер с модульной лентой

состоит из пластиковой (полиуретан, полипропилен, полиацетал) ленты, натяжного и приводного узла со звёздочками; применяется для транспортировки сыпучих веществ, штучных грузов, открытых продуктов. Конвейеры с модульной лентой могут иметь различную трассу движения: поворотную, зигзагообразную, спиральную.
- Пластинчатый конвейер

грузонесущим органом конвейера являются пластины;
- цепной пластинчатый конвейер

1. состоит из двух параллельных цепей, соединённых между собой пластинами.
2. специальные пластиковые или нержавеющие цепи

- Пневматический конвейер

конвейер, тяга которого обеспечивается потоком воздуха
1. состоит из трубки и перемещаемых по ней закрытых контейнеров, плотно прилегающих к стенкам;
2. сыпучий материал перемещается в потоке воздуха как взвесь (аэрожёлоб).

- Подвесной конвейер

отличаются тем, что перемещаемые тела не лежат, а висят на грузонесущих креплениях, и сами механизмы конвейера также подвешены.
- Роликовый конвейер (рольганг[3])

состоит из закреплённых на каркасе роликов, отдельные ролики могут приводиться в движение, или весь каркас расположен с наклоном, как в случае с гравитационным роликовым конвейером; применяется для крупных твёрдых объектов.
- Скребковый конвейер

состоит из жёлоба и перемещающих по нему сыпучий материал скребков, крепящихся обычно на кольцевой цепи; разгрузка может осуществляться как в конце конвейера, так и через отверстия в жёлобе.
- Спиральный конвейер (гибкий)

состоит из жёлоба и расположенной в нём спирали; применяется для сыпучих веществ, большая производительность по сравнению с винтовым конвейером.
состоит из жёлоба и (проволочного, кольцевого) каната, на котором закреплены металлические диски, движущие неабразивный материал (например, каменный уголь) внутри жёлоба.
- Тележечный конвейер

применяют для перемещения собираемых и свариваемых узлов в поточных линиях. При напольном исполнении тележечного конвейера целесообразно использование платформ тележек для монтажа на них сборочно-сварочной оснастки.
- Шагающий конвейер[4] (шаговый конвейер)

применяют для перемещения собираемых и свариваемых узлов в поточных линиях. При напольном исполнении тележечного конвейера целесообразно использование платформ тележек для монтажа на них сборочно-сварочной оснастки.

## Порядок выбора
В зависимости от вида груза применяют следующие разновидности конвейеров:
- Крупно- и среднекусковые грузы — пластинчатый, ленточный
- Мелкокусковые грузы — ленточный, элеватор, скребковый, ковшовый
- Сыпучие грузы — шнековый транспортёр, элеватор, скребковый.

## Магистральные конвейеры
В ряде случаев магистральный конвейер в горно-добывающей промышленности способен заменить автопарк карьерных самосвалов, и является полноценным транспортным средством по аналогии с трубопроводным транспортом, но предназначенным не для транспортировки жидкостей, а для транспортировки сыпучих грузов.
- К 2019 году в 60 государствах мира работают магистральные конвейеры, общей протяжённостью 600 км.
- Протяжённость самого длинного конвейера составляет 40 км.
- Самый длинный отрезок без перегруза 17 км.
- Самый производительный конвейер транспортирует 20 000 т/ч.
- Одной из крупнейших сортировочных линий штучных грузов является «Worldport[англ.]» (370000 м², 19000 лент, 150 км).

В 2024 году в Углегорском районе Сахалинской области заканчивается строительство самого крупного в России магистрального угольного конвейера, протяжённостью 26 км. Первый завершенный участок уже запустили в феврале 2024 года